# Podział administracyjny Księstwa Warszawskiego

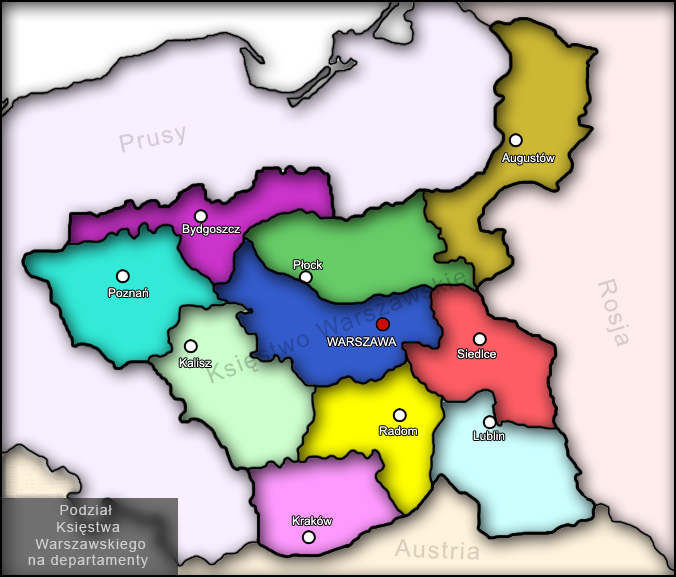
Podział administracyjny Księstwa Warszawskiego na departamenty

## Podstawa prawna i szczeble podziału
Podział administracyjny Księstwa Warszawskiego regulował art. 64 Konstytucji Księstwa Warszawskiego z 22 lipca 1807.
Jednostką podziału administracyjnego pierwszego stopnia był departament. Departamenty dzieliły się na powiaty, powiaty z kolei na gminy wiejskie i gminy miejskie. Departamentami kierowali prefekci, powiatami zaś podprefekci. Prefekci i podprefekci podlegali osobiście ministrowi spraw wewnętrznych. Największymi miastami zarządzali prezydenci, pozostałymi miastami burmistrzowie. Prezydenci pochodzili z nominacji króla Fryderyka Augusta I i podlegali prefektom, burmistrzowie mianowani byli przez ministra spraw wewnętrznych i podlegali podprefektom.
Choć podział administracyjny Księstwa Warszawskiego sankcjonował zmodyfikowany podział administracyjny Prus Południowych i Prus Nowowschodnich z 1796 i w zamierzeniu miał być jedynie podziałem tymczasowym, przetrwał aż do 1816 i stał się wzorem dla podziału administracyjnego kraju na województwa w czasach Królestwa Polskiego.

## Okres przejściowy 1807
Dekret Napoleona z 14 stycznia 1807 roku ustanawiający Komisję Rządzącą ustalał przyszły podział kraju na 6 departamentów: warszawski, poznański, kaliski, bydgoski, płocki i białostocki. Z wyjątkiem nieistniejącego w Prusach departamentu bydgoskiego, pozostałe jednostki administracyjne odpowiadały departamentom Prus Południowych i Prus Nowowschodnich. Departament bydgoski tworzono w oparciu o deputację będącą częścią departamentu kwidzyńskiego Prus Zachodnich. Deputacja bydgoska obejmowała Obwód Nadnotecki zagarnięty podczas I rozbioru. W jej skład wchodziły powiaty: bydgoski, wałecki, kamieński i inowrocławski. Przejściowo w skład departamentu wchodził również powiat chojnicki. Ostatecznie na mocy pokoju w Tylży w departamencie bydgoskim pozostały powiaty bydgoski i inowrocławski oraz małe części wałeckiego i kamieńskiego. Do departamentu włączono też powiaty chełmiński (lecz bez Grudziądza) i michałowski, wchodzące wcześniej w skład departamentu kwidzyńskiego (utworzono z części ich obszarów nowy powiat toruński), jak też trzy powiaty kujawskie odłączone od departamentu poznańskiego (brzeski, kowalski i radziejowski). Na mocy pokoju w Tylży część departamentu białostockiego Prus Nowowschodnich obejmująca powiaty bielski, białostocki, drohiczyński oraz fragmenty suraskiego, biebrzańskiego i dąbrowskiego została przyznana Rosji jako obwód białostocki. Pozostałe w księstwie powiaty stworzyły departament łomżyński. Komisji Rządzącej udało się dodatkowo podporządkować sobie dwa powiaty Nowego Śląska (lelowski i pilicki), które włączono do departamentu kaliskiego.

## Podział administracyjny w latach 1807–1809
W 1807 kraj został podzielony na sześć departamentów. Dekretem królewskim z 19 grudnia 1807 roku departamenty podzielono na 60 powiatów. Ponieważ liczba powiatów wynikała z konstytucji, a faktycznie funkcjonowało jedynie 58 powiatów, przywrócono powiat zgierski w departamencie warszawskim i utworzono powiat dąbrowski w departamencie łomżyńskim.
- departament bydgoski – 10 powiatów
  - powiat brzeski
  - powiat bydgoski
  - powiat chełmiński
  - powiat inowrocławski z siedzibą w Gnojnie, od 29 marca 1808 w Inowrocławiu
  - powiat kamiński z siedzibą w Łobżenicy, od 29 marca 1808 w Wyrzysku
  - powiat kowalski
  - powiat michałowski z siedzibą w Michałowie, od 29 marca 1808 w Brodnicy
  - powiat radziejowski
  - powiat toruński
  - powiat wałecki z siedzibą w Strzelcach, od 29 marca 1808 w Pile
- departament kaliski – 13 powiatów, od 1810 roku 11 powiatów
  - powiat częstochowski
  - powiat kaliski
  - powiat koniński
  - powiat odolanowski
  - powiat ostrzeszowski
  - powiat piotrkowski
  - powiat radomszczański
  - powiat sieradzki
  - powiat szadkowski
  - powiat warciański
  - powiat wieluński
  - obszar dawnego Nowego Śląska, ulegający częstym zmianom:
    - (1796)–1807
      - powiat siewierski
      - powiat pilicki

    - od 9 grudnia 1807
      - powiat lelowsko-siewierski

    - od 12 grudnia 1808
      - powiat lelowski z siedzibą w Żarkach
      - powiat pilicki (o zupełnie innym składzie niż w wersji z 1807)

    - 1810
      - liczne i znaczne wymiany terenów pomiędzy powiatami lelowskim, pilickim i olkuskim z departamentu krakowskiego
      - powiat lelowski i powiat pilicki (po powyższych zmianach) włączono do departamentu krakowskiego
- departament łomżyński – 7 powiatów
  - powiat biebrzański z siedzibą w Szczuczynie
  - powiat dąbrowski z siedzibą w Lipsku, od 6 maja 1808 w Augustowie
  - powiat kalwaryjski
  - powiat łomżyński
  - powiat mariampolski
  - powiat tykociński
  - powiat wigierski z siedzibą w Sejnach, od 6 maja 1808 powiat sejneński (po odłączeniu parafii Wigry)
- departament płocki – 6 powiatów
  - powiat lipiński
  - powiat mławski
  - powiat ostrołęcki
  - powiat pułtuski
  - powiat przasnyski
  - powiat wyszogrodzki
- departament poznański – 14 powiatów
  - powiat babimojski
  - powiat gnieźnieński
  - powiat kościański
  - powiat krobski
  - powiat krotoszyński
  - powiat międzyrzecki
  - powiat obornicki
  - powiat powidzki
  - powiat poznański
  - powiat pyzdrski
  - powiat śremski
  - powiat średzki
  - powiat wągrowiecki
  - powiat wschowski
- departament warszawski – 10 powiatów, od 1810 roku 12 powiatów
  - powiat błoński
  - powiat brzeziński z siedzibą w Strykowie
  - powiat czerski z siedzibą w Grójcu
  - powiat gostyniński, od 16 grudnia 1808 z siedzibą w Gąbinie
  - powiat łęczycki
  - powiat orłowski z siedzibą w Kutnie
  - powiat rawski
  - powiat sochaczewski
  - powiat warszawski
  - powiat zgierski z siedzibą w Piątku
  - powiat siennicki (od 1810 roku)
  - powiat stanisławowski (od 1810 roku) z siedzibą w Stanisławowie, później w Okuniewie

W 1808 wydzielono cztery największe miasta: Warszawę, Poznań, Kalisz, Toruń i nadano im rangę miast municypalnych.

## Podział administracyjny w latach 1810–1815
Po wojnie polsko-austriackiej i pokoju w Schönbrunnie zawartym 14 października 1809 obszar Księstwa Warszawskiego zwiększył się o terytorium Nowej Galicji oraz cyrkułu zamojskiego z Galicji Wschodniej. Stosunek powierzchni części popruskiej i części pogalicyjskiej wynosił 3:2. Dekretem królewskim z 24 lutego 1810 Nową Galicję podzielono na cztery departamenty. Kolejnym dekretem z 17 kwietnia 1810 roku obszar ten podzielono na 40 powiatów. Powiaty stanisławowski i siennicki włączono do departamentu warszawskiego. Z departamentu kaliskiego przeniesiono do departamentu krakowskiego powiaty pilicki i lelowski.
- departament krakowski – 11 powiatów
  - powiat hebdowski
  - powiat jędrzejowski
  - powiat krakowski
  - powiat krzeszowicki
  - powiat miechowski
  - powiat olkuski
  - powiat skalbmierski
  - powiat stopnicki
  - powiat szydłowski
  - powiat pilicki (przyłączony z departamentu kaliskiego)
  - powiat lelowski z siedzibą w Żarkach (przyłączony z departamentu kaliskiego)
- departament lubelski – 10 powiatów
  - powiat chełmski
  - powiat hrubieszowski
  - powiat kaźmierski
  - powiat krasnostawski
  - powiat kraśnicki
  - powiat lubartowski
  - powiat lubelski
  - powiat tarnogrodzki
  - powiat tomaszowski
  - powiat zamojski
- departament radomski – 10 powiatów
  - powiat kielecki
  - powiat konecki
  - powiat kozienicki
  - powiat opatowski
  - powiat opoczyński
  - powiat radomski
  - powiat sandomierski
  - powiat solecki
  - powiat staszowski
  - powiat szydłowiecki
- departament siedlecki – 9 powiatów
  - powiat bialski
  - powiat garwoliński
  - powiat łosicki
  - powiat łukowski
  - powiat radzyński
  - powiat siedlecki
  - powiat węgrowski
  - powiat włodawski
  - powiat żelechowski

Od 1810 miastami municypalnymi oprócz Warszawy, Poznania, Kalisza i Torunia były również Kraków, Lublin i Sandomierz.
Podział administracyjny Księstwa Warszawskiego na dziesięć departamentów i siedem miast municypalnych przetrwał do 1816.